# Барбу Штірбей
Барбу Штірбей (рум. Barbu A. Știrbey; *4 листопада 1872, Буфтя — †26 березня 1946, Бухарест) — прем'єр-міністр Королівства Румунії в 1927. Був сином князя Александра Штірбея і його дружини Марії Ґіка-Команесті, і онук Барбу I Дмитрія Штірбея, князя Волощини.

## Біографія
У 1895 одружився з принцесою Надією Бібеску, мав чотирьох дочок.
Був довіреною особою королеви Марії, яка сама була дуже впливовою фігурою в румунських урядових колах, поки її син король Кароль II не зійшов на престол в 1930.
Штірбей і королева Марія були коханцями, і він, ймовірно, був батьком її молодшої дитини, Мірча, і, можливо, Ілеани.
Незабаром після королівського перевороту 23 серпня 1944 разом з румунською делегацією поїхав до Москви для підписання угоди про перемир'я (12 вересня 1944) між Румунією та СРСР.